# Marc Martí
Marc Martí Moreno (1 de octubre de 1966, Molins de Rey, Barcelona, España) es un copiloto que ha competido en el Mundial de Rally y el Campeonato de España. Actualmente acompaña al piloto mexicano Miguel Granados en la categoría WRC-2 en el FIA NACAM Rally, además ha competido junto al bicampeón mundial Carlos Sainz, con quien conseguiría dos victorias en el WRC.

## Trayectoria
En sus primeros pasos profesionales en el copilotaje acompañaría al piloto catalán Oriol Gómez, conduciendo para diferentes marcas, como Peugeot, Renault y Seat, consiguiendo ganar el Campeonato de España de Rallyes de asfalto. Posteriormente, ficharía por el equipo Citroën, donde se convertiría en el copiloto de Jesús Puras, con quien también triunfaría en el Campeonato, además de realizar brillantísimas actuaciones en pruebas sueltas del Mundial de rallyes, como la victoria en el Rally de Córcega de 2001. El reconocimiento a su labor le valdría para que Carlos Sainz le llamase cuando, debido a la lesión de Luis Moya, necesitara un navegante para el Rally de Cataluña.
Luis Moya se retiraría de la competición en el año 2003, por lo que Marc Martí se convertiría en el nuevo copiloto de Carlos Sainz en el equipo oficial de Citroën de cara a la temporada 2003 del Mundial de rallyes, finalizando en la tercera posición final, alcanzando la victoria en el Rally de Turquía. En la temporada siguiente, el equipo formado por Carlos y Marc conseguirían la cuarta plaza final del campeonato, además de una victoria en el Rally de Argentina.
Con la retirada de Carlos Sainz en el año 2005, Marc Martí se convertiría en el copiloto de Daniel Sordo, con quien se proclamaría campeón mundial del JWRC y del Campeonato de España de rallyes sobre asfalto, con un Citroën C2 S1600. Desde entonces ha acompañado a Dani Sordo en su periplo mundialista hasta el año 2010, como piloto semioficial primero y oficial después del equipo Citroën, consiguiendo buenos resultados en pruebas aunque sin alcanzar aún la victoria.
En el año 2010, antes del Rally de Alemania, Marc decide finalizar su etapa junto a Dani Sordo, y cede el puesto a Diego Vallejo. Semanas después regresaría al mundial de la mano del piloto andorrano Albert Llovera con quien compite en el Rally Catalunya-Costa Daurada finalizando 17.º

## Resultados

### Campeonato Mundial de Rally
| Año  | Piloto         | Automóvil                  | 1       | 2       | 3       | 4       | 5       | 6       | 7      | 8      | 9       | 10      | 11      | 12      | 13      | 14      | 15     | 16    | Posición | Puntos |
| ---- | -------------- | -------------------------- | ------- | ------- | ------- | ------- | ------- | ------- | ------ | ------ | ------- | ------- | ------- | ------- | ------- | ------- | ------ | ----- | -------- | ------ |
| 1999 | Jesús Puras    | Citroën Saxo               | MON Ret |         |         |         |         |         |        |        |         |         |         |         |         |         |        |       | 11.º     |        |
| 1999 | Jesús Puras    | Citroën Xsara Kit Car      |         | ESP Ret | COR 2   |         |         | SRM Ret |        |        |         |         |         |         |         |         |        |       | 11.º     |        |
| 1999 | Jesús Puras    | Subaru Impreza             |         |         |         | FIN Ret |         |         |        |        |         |         |         |         |         |         |        |       | 11.º     |        |
| 1999 | Jesús Puras    | Toyota Corolla WRC         |         |         |         |         | CHI Ret |         | FIN 16 |        |         |         |         |         |         |         |        |       | 11.º     |        |
| 2000 | Jesús Puras    | Mitsubishi Carisma GT Evo6 | POR Ret |         |         |         |         |         |        |        |         |         |         |         |         |         |        |       | -        | 0      |
| 2000 | Jesús Puras    | Citroën Xsara Kit Car      |         | ESP Ret |         |         |         |         |        |        |         |         |         |         |         |         |        |       | -        | 0      |
| 2000 | Jesús Puras    | Mitsubishi Lancer Evo VI   |         |         | FIN Ret |         |         |         |        |        |         |         |         |         |         |         |        |       | -        | 0      |
| 2000 | Jesús Puras    | Citroën Saxo               |         |         |         | COR 28  | SRM 35  |         |        |        |         |         |         |         |         |         |        |       | -        | 0      |
| 2001 | Jesús Puras    | Citroën Saxo               | MON Ret | SWE     | POR     |         |         |         |        |        |         |         |         |         |         |         |        |       | 11.º     |        |
| 2001 | Jesús Puras    | Citroën Xsara WRC          |         |         |         | ESP Ret | ARG     | CHI     | GRE    | SAF    | FIN     | NZL     | SRM Ret | COR 1   | AUS     | GBR     |        |       | 11.º     |        |
| 2002 | Carlos Sainz   | Ford Focus WRC             | MON     | SWE     | COR     | ESP Ret | CHI     | ARG     | GRE    | SAF    | FIN     |         |         |         |         |         |        |       |          |        |
| 2002 | Jesús Puras    | Citroën Xsara WRC          |         |         |         |         |         |         |        |        |         | GER Ret | SRM     | NZL     | AUS     | GBR     |        |       |          |        |
| 2003 | Carlos Sainz   | Citroën Xsara WRC          | COR 2   | MON 3   | SRM 4   | FIN 4   | GBR Ret | GRC 2   | NZL 12 | ARG 2  | AUS 5   | ESP 7   | SWE 9   | CHI 5   | GER 6   | TUR 1   |        |       | 3.º      | 63     |
| 2004 | Carlos Sainz   | Citroën Xsara WRC          | COR 3   | MON Ret | FIN 3   | GBR 4   | GRC 19  | NZL 6   | ARG 1  | ESP 3  | SWE 5   | CHI 3   | GER 3   | TUR 4   | MEX 3   | JAP 5   | CER 3  |       | 4.º      | 73     |
| 2005 | Dani Sordo     | Citroën C2 S1600           | MON 15  | SWE     | MEX     | NZL     | ITA 17  | CYP     |        |        | ARG     | FIN 15  | GER 13  | GBR     | JPN     | FRA 15  | ESP 12 | AUS   |          |        |
| 2005 | Carlos Sainz   | Citroën Xsara WRC          |         |         |         |         |         |         | TUR 4  | GRC 3  |         |         |         |         |         |         |        |       |          |        |
| 2006 | Dani Sordo     | Citroën Xsara WRC          | MON 8   | SWE 12  | MEX 4   | ESP 2   | FRA 3   | ARG 5   | ITA 3  | GRE 6  | GER 2   | FIN Ret | JPN DSQ | CYP Ret | TUR 7   | AUS 23  | NZL 5  | GBR 7 | 5.º      | 49     |
| 2007 | Dani Sordo     | Citroën C4 WRC             | MON 2   | SWE 12  | NOR 25  | MEX 4   | POR 3   | ARG 6   | ITA 3  | GRE 24 | FIN Ret | GER Ret | NZL 6   | ESP 2   | FRA 3   | JPN 2   | IRE 2  | GBR 5 | 4.º      | 65     |
| 2008 | Dani Sordo     | Citroën C4 WRC             | MON 11  | SWE 6   | MEX 17  | ARG 3   | JOR 2   | ITA 5   | GRE 5  | TUR 4  | FIN 4   | GER 2   | NZL 2   | ESP 2   | FRA Ret | JPN DSQ | GBR 3  |       | 3º       | 65     |
| 2009 | Dani Sordo     | Citroën C4 WRC             | IRE 2   | NOR 5   | CYP 4   | POR 3   | ARG 2   | ITA 23  | GRE 12 | POL 2  | FIN 4   | AUS 3   | ESP 2   | GBR 3   |         |         |        |       | 3º       | 64     |
| 2010 | Dani Sordo     | Citroën C4 WRC             | SWE 4   | MEX 14  | JOR 4   | TUR Ret | NZL 5   | POR 3   | BUL 2  | FIN 5  | DEU     | JPN     | FRA     |         |         |         |        |       | 6.º      | 77     |
| 2010 | Albert Llovera | Abarth Grande Punto S2000  |         |         |         |         |         |         |        |        |         |         |         | ESP 17  | GBR     |         |        |       | 6.º      | 77     |
| 2012 | Eliseo Salazar | Mini John Cooper Works WRC | MON     | SWE     | MEX     | POR     | ARG 12  | GRE     | NZL    | FIN    | DEU     | GBR     | FRA     | ITA     | ESP     |         |        |       | -        | 0      |